# Интермедиа
Интермедиа  — форма современного искусства зародившееся в 1960-х годах. Интермедиа называлась любая междисциплинарная художественная деятельность, в которой смешивались разные жанры: живопись и поэзия, изобразительное искусство и театр. Термин «интермедиа» впервые был использован в 1967 году художником Диком Хиггинсом, (участником Fluxus) в работе «Заявление об интермедиа», носившем форму манифеста.

## Определение
Устойчивые сочетания жанров превращались в новые формы художественной практики, например в такие, как визуальная поэзия, искусство перфомансов. Эти симбиозы происходили в русле глобальной тенденции XX века, заключавшейся в разрушении границ между средами, смешения выразительных средств разных видов искусств. Под интермедиа понимались новые работы которые не могли быть описаны в рамках существующих на начало 1960-х годов художественных категорий, потому что по смыслу находились между двумя выразительными средствами, которые уже были известны и использовались.
Акционерные практики 1960-х годов являют собой яркий пример искусства создаваемого на границе различных художественных стилей и направлений. Они возникают на пересечении постмодернистских и авангардных течений современного искусства. В рамках интермедиа различаются различные формы перформативных практик, среди которых первыми были хеппенинги и ивенты. Затем авторы хеппенингов стали делать отличающийся от них флюксус. Далее от этих форм отделись эксперименты других художников, и уже потребовалось отличить то, что они делают от хеппенингов и флюксуса, так возник термин «художественный перформанс» или просто перформанс.
Среди художников работавших на стыке направлений в форме интермедиа, можно выделить: Дика Хиггинса, который создавал работы на стыке живописи и кино, театра и литературы, а также Вито Аккончи, Аллана Капроу, Карена Финли. Сегодня интермедиа означает специфическую художественную деятельность, основывающуюся на владении выразительными средствами разных искусств.
В ряде американских университетов (например, Университет штата Аризона, Университет Мэна, Университет Южной Калифорнии), в Канаде (Университет Конкордия) и Великобритании (Художественный колледж Эдинбурга) начиная с конца 1960-х годов ведётся подготовка по специальности «интермедиа».

## Влияние
Интермедиа является прародителем нового медиаискусства, в котором гибридные жанры (интернет-искусство, интерактивные виртуальные среды, мультимедийные инсталляции и др.) создаются преимущественно на основе цифровых и компьютерных технологий. В новом медиаискусстве применяются экраны, проекции, полиэкраны, однако также часто его произведения уходят за пределы экрана в глубину компьютерной виртуальной реальности, что меняет восприятие зрителем произведения. Если для экранного искусства (киноискусства, телевизионного искусства) не было характерно применение интерактивности (взаимодействия зрителя с произведением), то изобразительное искусство XX века активно развивало такие аспекты, связанные с интерактивностью, как открытость произведения, сетевая коммуникация, участие зрителя.